# Frugt
Hos mange plantearter spiller frugten en vigtig rolle i spredningen af frøene. Dette kan for eksempel foregå ved hjælp af frugtkød, der har en tiltrækkende funktion/effekt på dyr. De kan spise frugten, og sprede frøene gennem deres ekskrementer. Tørre kapsler der ryster frø som fra en peberbøsse når vinden rusker i dem, er en anden type frø i planteriget.

## Botanisk set
Botanisk set er en frugt en struktur hos dækfrøede planter, udviklet fra frugtanlægget, der indeholder frø udviklet fra frøanlæg. Hos mange planter er det, man almindeligvis opfatter som "frø", i virkeligheden små uåbnede frugter, idet de er udviklet fra ét frugtanlæg. Det gælder for eksempel mælkebøtte (Taraxacum) og alle græsser.
|           | Tør frugt                      | Kødet frugt                                     |
| --------- | ------------------------------ | ----------------------------------------------- |
| Få frø    | Nød, fx agern hos eg (Quercus) | Stenfrugt, fx kirsebær og blomme (Prunus)       |
| Mange frø | Kapsel, fx valmue (Papaver)    | Bær, fx ribs ('Ribes) og Agurk (botanisk slægt) |

## Kulinarisk set
I dagligsproget anvendes ordet frugt (spiselig frugt) normalt om strukturer fra planter, der bruges i det søde køkken, i modsætning til grøntsager. Botanisk set er mange grøntsager dog frugter, f.eks. agurk og græskar. Ordet anvendes dog også om andre produkter der høstes, f.eks. "havets frugter", og billedligt om et resultat der "høstes" ("frugten af ens anstrengelser"). Folk diskuterer ofte, om en vare er en frugt eller en grøntsag. For eksempel bliver tomaten anset for at være en frugt hos forskere, men derimod betragtet som en grøntsag hos dyrkerne. De fleste kunder mener dog, at en tomat er en grøntsag.
Frugter der er almindeligt kendt i Danmark
- Abrikos
- Ananas
- Ananaskirsebær
- Appelsiner
- Aubergine
- Avocado
- Banan
- Blomme
- Brombær
- Chili
- Citron
- Fersken
- Grapefrugt
- Hindbær
- Jordbær
- Kirsebær
- Kiwi
- Klementin
- Krægeblomme
- Kvæde
- Lime
- Litchi
- Mandariner
- Multebær
- Melon
- Mango
- Nektarin – En slags fersken
- Oliven
- Papaya
- Paprika
- Pære
- Tomat
- Æble

### Kaktusfrugter
Eksempler på spiselige kaktusfrugter - der findes mange flere end de listede:
- Carnegiea gigantea - frugten fra denne
- Dragefrugt - flere varianter
- Opuntia ficus-indica - frugten fra denne